# Thai League 2023-2024
La Thai League 1 2023-2024, anche nota come Hilux Revo Thai League per motivi di sponsorizzazione, è stata la 27ª edizione della massima serie del campionato thailandese di calcio. La stagione è iniziata l'11 agosto 2023 ed è terminata il 26 maggio 2024.
Il Buriram Utd era la squadra campione in carica e si è riconfermata, vincendo il suo decimo titolo nazionale.

## Stagione

### Novità
Dalla scorsa stagione sono state retrocesse in Thai League 2 il Nakhon Ratchasima, il Nongbua Pitchaya e il Lampang, ultime tre classificate in campionato.
Dalla Thai League 2, al loro posto, sono state promosse Nakhon Pathom Utd, Trat e Uthai Thani, prime tre classificate dell'edizione 2022-2023.

### Formula
Le 16 squadre partecipanti giocano un girone all'italiana con gare di andata e ritorno, per un totale di 30 giornate. Al termine del campionato, la squadra prima classificata è campione della Thailandia e si qualifica per la AFC Champions League 2024-2025 insieme con la seconda classificata, mentre le ultime tre classificate sono automaticamente retrocesse in Thai League 2 2024-2025.

## Squadre partecipanti
| Club              | Città               | Stagione precedente       |
| ----------------- | ------------------- | ------------------------- |
| Bangkok Utd       | Bangkok             | 2° in Thai League 1       |
| BG Pathum Utd     | Pathum Thani        | 9° in Thai League 1       |
| Buriram Utd       | Buriram             | Campione della Thailandia |
| Chiangrai Utd     | Chiang Rai          | 5° in Thai League 1       |
| Chonburi          | Chonburi            | 6° in Thai League 1       |
| Khon Kaen Utd     | Khon Kaen           | 13° in Thai League 1      |
| Lamphun Warrior   | Lamphun             | 10° in Thai League 1      |
| Muangthong Utd    | Nonthaburi          | 4° in Thai League 1       |
| Nakhon Pathom Utd | Nakhon Pathom       | 1° in Thai League 2       |
| Police Tero       | Bangkok             | 7° in Thai League 1       |
| Port              | Bangkok             | 3° in Thai League 1       |
| PT Prachuap       | Prachuap Khiri Khan | 11° in Thai League 1      |
| Ratchaburi        | Ratchaburi          | 8° in Thai League 1       |
| Sukhothai         | Sukhothai           | 12° in Thai League 1      |
| Trat              | Trat                | 2° in Thai League 2       |
| Uthai Thani       | Uthai Thani         | 3° in Thai League 2       |

## Classifica finale
|                       | Pos. | Squadra           | Pt | G  | V  | N  | P  | GF | GS | DR  |
| --------------------- | ---- | ----------------- | -- | -- | -- | -- | -- | -- | -- | --- |
| Thailandia (bandiera) | 1.   | Buriram Utd       | 69 | 30 | 20 | 9  | 1  | 70 | 27 | +43 |
|                       | 2.   | Bangkok Utd       | 61 | 30 | 17 | 10 | 3  | 58 | 24 | +34 |
|                       | 3.   | Port              | 57 | 30 | 16 | 9  | 5  | 72 | 37 | +35 |
|                       | 4.   | BG Pathum Utd     | 54 | 30 | 15 | 9  | 6  | 59 | 38 | +21 |
|                       | 5.   | Muangthong Utd    | 52 | 30 | 16 | 4  | 10 | 64 | 45 | +19 |
|                       | 6.   | Ratchaburi        | 39 | 30 | 11 | 6  | 13 | 39 | 35 | +4  |
|                       | 7.   | Uthai Thani       | 35 | 30 | 9  | 8  | 13 | 39 | 55 | -16 |
|                       | 8.   | Khon Kaen Utd     | 35 | 30 | 8  | 11 | 11 | 44 | 58 | -14 |
|                       | 9.   | Lamphun Warrior   | 35 | 30 | 9  | 8  | 13 | 45 | 47 | -2  |
|                       | 10.  | PT Prachuap       | 34 | 30 | 8  | 10 | 12 | 33 | 39 | -6  |
|                       | 11.  | Chiangrai Utd     | 34 | 30 | 8  | 10 | 12 | 31 | 35 | -4  |
|                       | 12.  | Nakhon Pathom Utd | 33 | 30 | 8  | 9  | 13 | 37 | 53 | -16 |
|                       | 13.  | Sukhothai         | 32 | 30 | 9  | 5  | 16 | 34 | 60 | -26 |
|                       | 14.  | Chonburi          | 30 | 30 | 7  | 9  | 14 | 33 | 52 | -19 |
|                       | 15.  | Police Tero       | 28 | 30 | 7  | 7  | 16 | 38 | 67 | -29 |
|                       | 16.  | Trat              | 26 | 30 | 6  | 8  | 16 | 40 | 64 | -24 |

Legenda:

      Campione della Thailandia e ammessa alla AFC Champions League 2024-2025
       Ammessa alla AFC Champions League 2024-2025
      Retrocessa in Thai League 2 2024-2025
Regolamento:
Tre punti a vittoria, uno a pareggio, zero a sconfitta.
In caso di arrivo di due o più squadre a pari punti, la graduatoria verrà stilata secondo la classifica avulsa tra le squadre interessate che prevede, in ordine, i seguenti criteri:
- Punti negli scontri diretti.
- Differenza reti negli scontri diretti.
- Differenza reti generale.
- Reti realizzate in generale.
- Sorteggio.

Note: